# Mekar Jaya (Bayung Lencir)
Mekar Jaya is een bestuurslaag in het regentschap Musi Banyuasin van de provincie Zuid-Sumatra, Indonesië. Mekar Jaya telt 5050 inwoners (volkstelling 2010).